# Pinus flexilis
Pinus flexilis, el pino huyoco, es una especie arbórea de la familia de las pináceas.

## Distribución y hábitat
Se encuentra en las montañas del oeste de los Estados Unidos, México,  y Canadá. El pino huyoco en la Eagle Cap Wilderness, Oregón ha sido documentado como de más de dos mil años, y se ha confirmado que otro tiene 1.140 años.

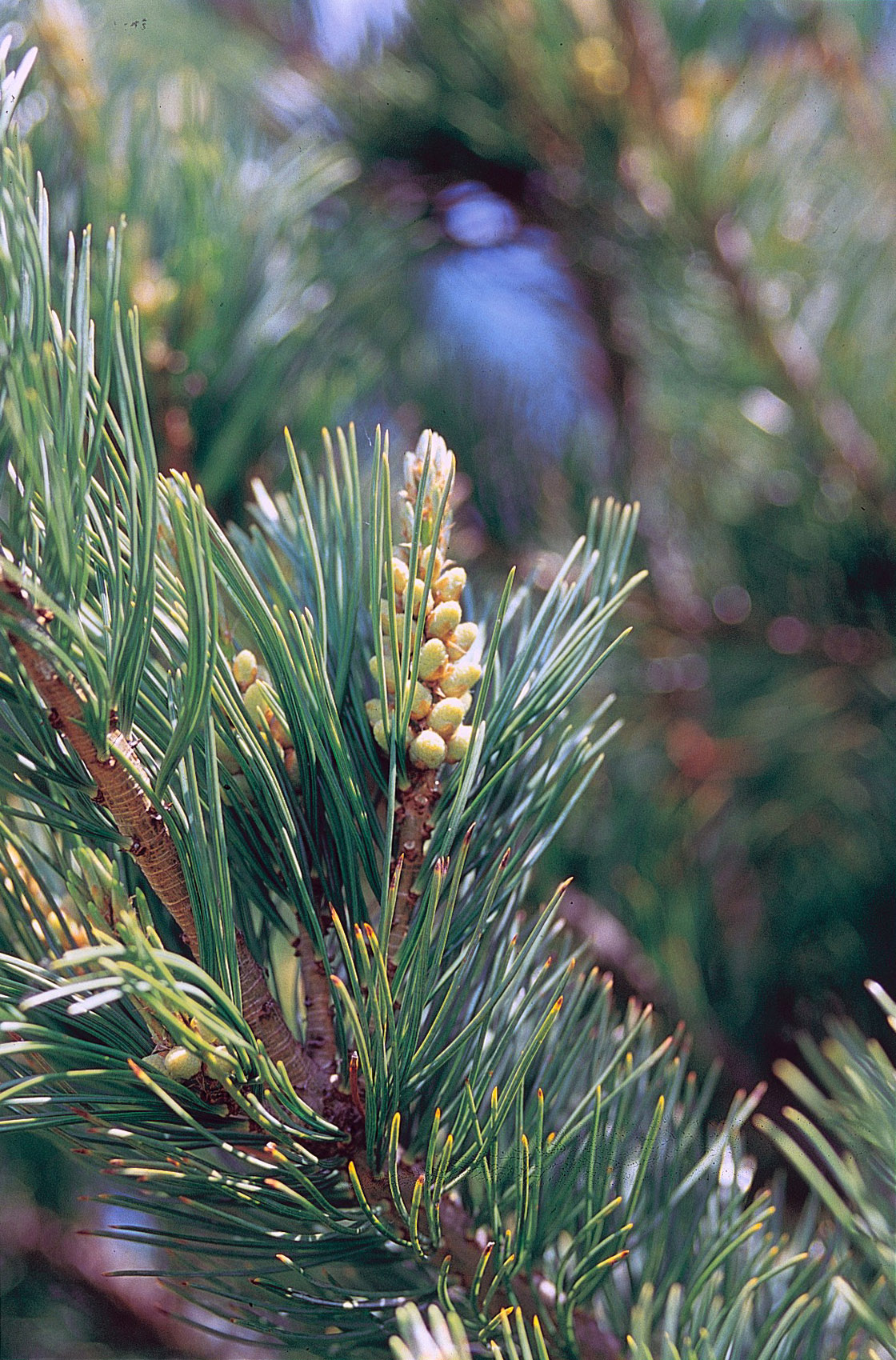
Conos masculinos de un pino huyoco, este de Sierra Nevada, California.

El pino huyoco - Pinus flexilis se encuentra específicamente en las zonas subalpinas de: las Montañas Rocosas del suroeste de Alberta Canadá hacia el sur hasta Colorado y Nuevo México hacia los estados septentrionales de México; desde las montañas en el este de los estados del Noroeste del Pacífico a través de los estados de la Gran Cuenca de Nevada y Utah; y en la parte este y sur de California en el este de Sierra Nevada, las montañas Blancas, y la sierra de San Bernardino, así como la sierra de San Jacinto; y una pequeña población separada en las Black Hills de Dakota del Sur.

## Descripción
Pinus flexilis es típicamente un pino de gran altura, a menudo marcando la línea de árboles o límite arbóreo, bien por sí mismo o con el pino de corteza blanca, o con los pinos de conos erizados, o el pino contorto. En condiciones favorables, el árbol llega a 20 m, raramente 25 m de alto. Sin embargo, en lugares de línea de árboles expuesta, los árboles maduros son mucho más pequeños, alcanzando alturas de sólo 5-10 m. En laderas muy inclinadas, terreno rocoso y barrido por el viento en las montañas Rocosas de Alberta meridional, el pino huyoco es todavía más raquítico, apareciendo en grupos viejos cuando los árboles maduros son consistentemente menos de 3 metros de alto.
En Arizona y Nuevo México, las poblaciones de pino huyoco difiere de las poblaciones de más al norte. Estos a veces son tratados como una variedad, Pinus flexilis var. reflexa, pero más a menudo como una especie distintiva, bien "exactamente" bajo el nombre  de Pinus reflexa, o erróneamente por confusión con el Pinus strobiformis que se aplica correctamente a un pino blanco de Chihuahua.
Este pino del suroeste difiere del típico pino huyoco en que es un árbol más grande, de 25-35 m de alto, con acículas más grandes, de 6-11 cm de largo, que tienen unas bandas estomatales muy blancas en las caras inferiores de las acículas (no conspicuas en el tipo), y son ligeramente serrados hacia las puntas de las acículas.
Los conos son también más grandes, típicamente 10-20 cm de largo. Este pino del suroeste difiere del verdadero Pinus strobiformis mexicano en que las acículas no son totalmente serrados, y los conos son más pequeños, de 15-25 cm en P. strobiformis), las escamas del cono son más cortas y las semillas más pequeñas.
Es posible que Pinus reflexa sea un híbrido natural entre Pinus flexilis y Pinus strobiformis. Las localidades del tipo de los tres taxones son:
- Pinus flexilis: Pico Pikes, Colorado
- Pinus reflexa: sierra de Santa Catalina 40 km al este de Tucson, Arizona
- Pinus strobiformis: Cusihuiráchic, 90 km al suroeste de la ciudad de Chihuahua, en el sur del estado mexicano de Chihuahua

## Taxonomía
Pinus flexilis fue descrita por Edwin James  y publicado en An Account of an Expedition from Pittsburgh to the Rocky Mountains 2: 27, 34, 35. 1823.
Etimología
Pinus: nombre genérico dado en latín al pino.
flexilis: epíteto latino que significa "flexible".
Sinonimia
- Apinus flexilis (E.James) Rydb.
- Pinus lambertiana var. brevifolia Hook.
- Pinus novaemexicana P.Landry[10][11]

var. reflexa Engelm.
- Pinus ayacahuite var. reflexa (Engelm.) Voss
- Pinus reflexa (Engelm.) Engelm.